# Campionati europei individuali di ginnastica artistica 2013 - Parallele asimmetriche
La finale ad attrezzo alle parallele asimmetriche ai Campionati Europei si è svolta allo Sportivnyj Kompleks Olimpijskij di Mosca, Russia il 20 aprile 2013.

## Vincitrici
| Oro                    | Argento               | Bronzo               |
| Alija Mustafina Russia | Jonna Adlerteg Svezia | Marija Paseka Russia |

## Qualificazioni
| Pos. | Ginnasta            | Totale | Qual. |
| ---- | ------------------- | ------ | ----- |
| 1    | Alija Mustafina     | 15.025 | Q     |
| 2    | Rebecca Downie      | 14.733 | Q     |
| 3    | Sophie Scheder      | 14.700 | Q     |
| 4    | Joanna Adlerteg     | 14.333 | Q     |
| 5    | Ruby Harrold        | 14.133 | Q     |
| 6    | Marija Paseka       | 14.100 | Q     |
| 7    | Ida Gustafsson      | 14.066 | Q     |
| 8    | Gabrielle Jupp      | 14.066 | —     |
| 9    | Giorgia Campana     | 13.922 | Q     |
| 10   | Lisa Katharina Hill | 13.933 | R1    |
| 11   | Jana Sikulova       | 13.833 | R2    |
| 12   | Elisa Meneghini     | 13.800 | R3    |

## Classifica[1]
| Posizione | Ginnasta        | D Score | E Score | Pen. | Totale |
| --------- | --------------- | ------- | ------- | ---- | ------ |
| Oro       | Alija Mustafina | 6.300   | 9.000   | —    | 15.300 |
| Argento   | Jonna Adlerteg  | 6.000   | 8.633   | —    | 14.633 |
| Bronzo    | Marija Paseka   | 5.800   | 8.600   | —    | 14.400 |
| 4         | Sophie Scheder  | 6.000   | 8.366   | —    | 14.366 |
| 5         | Giorgia Campana | 5.600   | 8.466   | —    | 14.066 |
| 6         | Ida Gustafsson  | 5.800   | 7.366   | —    | 13.166 |
| 7         | Rebecca Downie  | 5.900   | 7.100   | —    | 13.000 |
| 8         | Ruby Harrold    | 5.800   | 7.100   | —    | 12.900 |